# Cyber Noël
Cyber Noël est le nom de l'épisode spécial de la série Doctor Who diffusé pour la première fois le 25 décembre 2008 sur BBC One.
Cet épisode interprété par le dixième Docteur David Tennant voit le retour des Cybermen. Il a été nommé pour les prix Hugo en avril 2010.

## Accroche
Le Docteur, à présent seul, effectue un nouveau voyage spatio-temporel. C'est avec plaisir qu'il atterrit à Londres, en 1851. Les Londoniens s'apprêtent à fêter Noël. C'est dans une atmosphère festive que le Docteur tombe nez à nez avec un étrange individu. Cet homme prétend être le seul et unique Docteur. Le doute s'installe dans les esprits. Qui est le véritable Docteur ? S'agit-il de la prochaine « incarnation » du Docteur ou d'un simple imposteur qui veut tirer profit de la situation ? Le Docteur tente alors de tirer cette affaire au clair...

## Distribution
- David Tennant : Le Docteur
- David Morrissey : Jackson Lake
- Velile Tshabalala : Rosita Farisi
- Dervla Kirwan : Mlle Hartigan
- Ruari Mears : Cyberombre
- Paul Kasey : Cyberleader
- Edmund Kente : Mr Scoones
- Michael Bertenshaw : Mr Cole
- Jason Morell : le pasteur
- Neil McDermott : Jed
- Nicholas Briggs : voix des Cybermens

Cybermens créés par Kit Pedler et Gerry Davis

### Version française[1]
- Société : Dubbing Brothers
- Adaptation : François Dubuc
- Direction artistique : David Macaluso
- Mixage: Marc Lacroix

Avec les voix de :
- David Manet : Le Docteur
- Alain Eloy : Jackson Lake
- Marie-Noëlle Hebrant : Rosita Farisi
- John Dobrynyne :  Mr Scoones
- Cédric Lombard : Jed

## Résumé
Le TARDIS atterrit à Londres, la veille de Noël, en 1851. En entendant des appels au secours, il devient surpris et rencontre alors un homme qui dit s'appeler "Le Docteur" et son compagnon Rosita, en train d’essayer de capturer un Cybershade. Le Cybershade échappe au trio. Le Docteur, en parlant à l'homme, pense que celui-ci est une incarnation future de lui-même, souffrant d'amnésie. L'homme, surnommé le Docteur suivant, emmène le Docteur dans une maison voisine. Celle-ci appartenait à un révérend récemment décédé, et le Docteur suivant pense que cette disparition est liée à une série de disparitions, ayant eu lieu autour de Londres et en rapport avec le Cybershade. À l'intérieur, ils découvrent 2 infostamps, appareils de stockage de données Cybermen, que le Docteur suivant se rappelle avoir vu la nuit où il a perdu la mémoire. Les Docteurs sont attaqués par des Cybermen. Alors que le Docteur essaie de les combattre avec un sabre et les forces à scanner l'identité du vrai Docteur, le Docteur suivant les tue en envoyant une décharge électrique à l’aide des infostamps.
Les deux Docteurs rejoignent Rosita, et se mettent en route vers la base du Docteur suivant, où celui-ci affirme que son "TARDIS" est stationné. Le Docteur est surpris de constater que le "TARDIS" est un ballon à gaz. Il découvre que le Docteur suivant est un humain, du nom de Jackson Lake, et que celui-ci est la première personne disparue. Le Docteur soupçonne que Jackson a rencontré les Cybermen et qu’il a utilisé les infostamps, contenant la connaissance du Docteur. L'esprit de Jackson est entré dans un état de fuite, à la suite du traumatisme de la mort de sa femme, tuée par les Cybermen, et comme l'infostamp avait imprégné son esprit avec la connaissance du Docteur, il a cru être celui-ci. Alors que Jackson envisage cette révélation, le Docteur et Rosita partent pour essayer de trouver la source des Cybermen.
Le Docteur et Rosita entrent dans un complexe souterrain où ils trouvent de nombreux enfants, travaillant sous la surveillance des Cybermen. Ils rencontrent Miss Mercy Hartigan, l'alliée humaine des Cybermen, qui leur a amené les enfants pour travailler. Le Docteur essaie d'utiliser un infostamp trafiqué pour surcharger les systèmes de Cybermen, mais ils le réparent et identifient le Docteur comme leur ennemi et se préparent à « le supprimer », lui et Rosita. Jackson arrive soudainement, armé de plusieurs autres infostamps qu'il utilise pour distraire les Cybermen afin de leur permettre de s’échapper. Les Cybermen se tournent alors vers Miss Hartigan, et la transforme en contrôleur pour le Cyberking, un Cyberman mécanique géant alimenté par l'énergie générée par les enfants. Elle essaie de protester en rappelant aux Cybermen qu’ils lui avaient promis qu'elle ne serait jamais convertie, mais le Cyberleader prétend que « cela a été désigné comme un mensonge. »
Jackson explique au Docteur comment il a commencé à récupérer ses souvenirs et qu’il se rappelle avoir rencontré les Cybermen en arrivant dans sa nouvelle maison. Le Docteur considère que la maison de Jackson est peut-être proche de la base des Cybermen et y découvre une deuxième entrée. Dans le complexe, alors que le Cyberking commence à monter dans la ville, les trois amis sauvent les enfants, y compris le fils de Jackson. Alors que le Cyberking commence à détruire la ville, le Docteur utilise le ballon de Jackson pour s'approcher du niveau de la salle de contrôle du Cyberking, dans la tête de la machine et essaie de raisonner Miss Hartigan, en proposant de l'emmener avec les Cybermen sur une nouvelle planète. Quand elle refuse, le Docteur utilise les infostamps pour rompre son lien avec le Cyberking, l'exposant à l'émotion brute de ce qu'elle a fait. Enragée par les actions que les Cybermen l'ont forcée à entreprendre, le surplus émotionnel détruit à la fois les Cybermen et Miss Hartigan. Au fur et à mesure que le Cyberking commence à tomber, le Docteur utilise la Voûte Dimensionnelle pour attirer les restes des Cybermen dans le vortex du temps, afin de préserver Londres. La foule des gens en dessous, motivée par un discours de Jackson, encourage et applaudit le Docteur. Le lendemain, Jackson remercie le Docteur pour tout ce qu'il a fait et celui-ci l’autorise à voir l'intérieur du vrai TARDIS qu'il n'arrive pas à supporter. Il propose au Docteur une place à son dîner de Noël, mais celui-ci refuse l'offre, cependant, face à l’instance de Jackson, il finit par accepter. Sur le chemin, Jackson interroge le Docteur sur ses anciens compagnons, et le Docteur répond que, finalement, "... ils me brisent le cœur"...

## Continuité
- Le Docteur pense que la phrase « Ne clignez pas des yeux » est une réminiscence de l'épisode Les Anges pleureurs.
- Le Docteur se met aussi à supposer que la montre contient l'identité de Jackson, comme dans le double épisode La Famille de sang/Smith, la Montre et le Docteur.
- Jackson brandit en guise de tournevis sonique... un véritable tournevis.
- Les Cybermen que l'on voit dans cet épisode sont bien ceux créés dans l'épisode Le Règne des Cybermen par John Lumic. Le Docteur explique leur apparition dans notre univers à la suite d'un effondrement du vide où ils avaient été enfermés dans Adieu Rose.
- Le tube d'info fait apparaître le visage des 10 incarnations du Docteur.

## Production

### Écriture
À la suite de l'incursion de Kylie Minogue l'année précédente dans l'épisode Une croisière autour de la Terre, Russell T Davies fit passer des rumeurs expliquant que cet épisode de Noël mettrait en scène « Cheryl Cole dans le Hindenburg ».
Après la mise en chantier de l'épisode, Davies s'est rendu compte qu'il aurait pu créer une autre fin dans cet épisode. Dans cette idée alternative, après avoir été déconnecté du Cyberking, Hartigan se rend compte de ce qu'elle va faire, et pousse l'appareil à s'écraser ailleurs que sur la ville, pour sauver les habitants de Londres. Il dit lui-même trouver avec le temps l'idée de la disparition du robot par un artefact Dalek idiote.
Le personnage de Rosita est une contraction volontaire de Rose et Martha, et Davies voulait qu'on la reconnaisse immédiatement comme la compagne du Docteur sans qu'elle n'ait encore rien fait.

### Effets spéciaux
Le casque qui devait coiffer Hartigan et la transformer en Cyberking a été redesigné au cours du tournage car trop décevant. Certains disait qu'elle rappelait la Cyberwoman de Torchwood.